# Ciro Vieira da Cunha
Ciro Vieira da Cunha, por pseudônimo João da Ilha (1 de junho de 1897 — 26 de junho de 1976) foi um professor, poeta, biógrafo, cronista, jornalista e médico brasileiro. Embora paulista de nascimento, considerava-se capixaba de coração. Foi membro da Academia Espírito-Santense de Letras, onde assumiu a cadeira de nº 25.

## História
Cunha passou a infância em Sorocaba. Em 1922, diplomou-se em medicina pela Faculdade de Medicina do Rio de Janeiro, transferindo-se pouco depois para Castelo, no Espírito Santo, onde começou a clinicar. Naquela cidade, fundou e dirigiu o jornal A Hora, e elegeu-se vereador.
Em 1932, abandonou medicina e política e mudou-se para Vitória, onde trabalhou como professor e jornalista, tendo sido redator-chefe do "Diário da Manhã". Colaborou ainda com outros órgãos da imprensa local, tais como os jornais "A Tribuna", "Folha do Povo", e as revistas "Vida Capixaba" e "Canaã".
Em 1964, durante o regime militar, foi nomeado Secretário do Ministro da Saúde.

## Obras
- Pontos de Química Fisiológica (com Alberto Moreira), 1918
- Contra o alcoolismo, 1920
- De como se deve combater o alcoolismo no Brasil, 1922
- O Dialeto Brasileiro (tese), 1933
- Espera Inútil (poesia), 1933
- Oração de Paraninfo, 1937
- De Pé, pelo Brasil, 1941
- Trovas, 1942
- Alguma Poesia, 1942
- Chuva de Rosas (poesia), 1947
- No tempo de Paula Nei, 1959
- O cadete 308, 1956
- No tempo de Patrocínio (2 v.), 1960
- Memórias de um médico da roça, 1965
- Arte de colar, 1970
- Guia de civismo (com Terezinha Saraiva), 1972

## Premiações
- Prêmio Carlos de Laet (Academia Brasileira de Letras)
- Prêmio Barão do Rio Branco (Prefeitura da Cidade do Rio de Janeiro)
- Prêmio Olegário Mariano pela Academia Vassourense de Letras
- Medalha de Ouro pela Comissão de Festejos do IV Centenário de Vitória